# Taira cangshan
Espèce
Taira cangshan est une espèce d'araignées aranéomorphes de la famille des Amaurobiidae.

## Distribution
Cette espèce est endémique du Yunnan en Chine,,.

## Description
Le mâle holotype mesure 6,43 mm et les femelles de  à ? mm.

## Étymologie
Son nom d'espèce lui a été donné en référence au lieu de sa découverte, les Cangshan.

## Publication originale
- Zhang, Zhu & Song, 2008 : Revision of the spider genus Taira (Araneae, Amaurobiidae, Amaurobiinae). Journal of Arachnology, vol. 38, no 3, p. 502-512 (texte intégral).